# Lesbian Vampire Killers
Lesbian Vampire Killers (br: Matadores de Vampiras Lésbicas; pt: Caçadores de Vampiras Lésbicas) é um filme britânico de sátira, que engloba ação, terror e comédia de 2009 e dirigido por Phil Claydon. Foi premiado no Festival de Filmes de Horror e Fantasia de San Sebastián, o filme faz paródia com o tropo vampira lésbica e a obra Carmilla de Joseph Sheridan Le Fanu. 

## Sinopse
Séculos atrás, o barão Wolfgang MacLaren vencido o Vampiro Carmilla Rainha na Cragwich remota, no entanto, antes de decapitar o vampiro do mal, ela amaldiçoa os habitantes locais e os descendentes do barão, jurando que cada mulher se transformaria em uma vampira lésbica no décimo oitavo aniversário. Nos dias atuais, o desajeitado e ingênuo Jimmy é despejado novamente por sua namorada Judy e sente falta dela. Fletch seu melhor amigo é despedido do seu trabalho de palhaço, depois debater um menino chato. Os dois amigos estão quebrados e decidem fazer um acampamento na zona rural e esquecer seus problemas, e Jimmy atira um dardo em um mapa em um pub para decidir onde devem ir. Eles vão para Cragwich e quando chegam em Resto do Barão bar, eles vêem quatro meninas bonitas que deixam o lugar em uma Kombi. O estalajadeiro oferece a casa de campo Mircalla velha na floresta para eles, o mesmo lugar as meninas vão apresentar.Suas mulheres terem sido escravizados pelo pacote de locais de agradecimento lésbicas vampiros a uma antiga maldição, a menfolk restantes de uma cidade rural enviar dois infelizes rapazes para fora no mouros como um sacrifício.

## Elenco
- James Corden: Fletch
- Mathew Horne: Jimmy
- MyAnna Buring: Lotte
- Vera Filatova: Eva
- Paul McGann: Vicar
- Silvia Colloca: Carmilla
- Lucy Gaskell: Judy
- Louise Dylan: Anke
- Ashley Mulheron: Trudi
- Tiffany Mulheron: Heidi
- Emer Kenny: Rebecca
- John Pierce Jones: Landlord
- Emma Clifford: Ms. Rossi
- Travis Oliver: Steve
- Susie Amy: Blonde

## Prêmios e Indicações

### Prêmios
Festival de Filmes de Horror e Fantasia de San Sebastián
- Melhor Filme - Escolha do Público: 2009[1][2]

### Indicações
International Film Music Critics Association
- Melhor Trilha Sonora Para Comédia: 2009[3]